# Гряда Эбони
Гряда Эбони (англ. Ebony Dorsum) — линейно вытянутая возвышенность, характеризующаяся относительно мягкими очертаниями вершин и склонов. Находится на луне Сатурна — Энцеладе.

## География
Примерные координаты объекта — 5°44′ с. ш. 280°32′ з. д. / 5,74° с. ш. 280,54° з. д.. Максимальный размер структуры составляет 70 км. Гряда Эбони расположена между двумя равнинами — западнее находится равнина Сарандиб, а восточнее — равнина Дийяр. Западней, по соседству, находятся Гряды Куфа.  На северо-востоке расположен 12-километровый кратер Омар, а на северо-западе — 4-километровый кратер Шарркан. Южнее — крупная трещина — Рытвины Лабтайт.

## Эпоним
Названа в честь Эбони — города, фигурирующего в сборнике арабских сказок Тысяча и одна ночь. Официальное название было утверждено Международным астрономическим союзом в 2006 году.